# Monte Stahlman
Il Monte Stahlman (in lingua inglese: Mount Stahlman) è una vetta antartica alta oltre 1.000 m, che si innalza sul fianco orientale del  Ghiacciaio Scott, tra il Monte Wallace e il  Monte Hamilton, all'estremità occidentale delle Tapley Mountains, catena montuosa che fa parte dei Monti della Regina Maud, in Antartide. 
Fu osservato per la prima volta nel dicembre 1929 dal gruppo geologico guidato da Laurence Gould, che faceva parte della prima spedizione antartica dell'esploratore polare statunitense Byrd. Fu visitata nel dicembre 1934 dal gruppo geologico guidato da Quin Blackbyrn, che faceva parte della seconda spedizione antartica di Byrd.
La denominazione è stata assegnata dallo stesso Byrd in onore di James G. Stahlman, editore di giornali di Nashville, capitale dello Stato del Tennessee, che era uno dei finanziatori della seconda spedizione.